# Phalacrocorax auritus
El cormorán orejudo  (Phalacrocorax auritus) es una especie de ave suliforme de la familia Phalacrocoracidae que habita tanto zonas costeras como aguas dulces del interior de Norteamérica. Aunque estuvo en peligro debido al empleo masivo de DDT, su número se ha incrementado de nuevo en los últimos años.

## Nombres comunes
Además de cormorán orejudo, también es conocido como cormorán de doble cresta, cuervo-pato, cormorán de Florida, corúa de mar, cuervo marino y pavo marino.

## Taxonomía
El cormorán orejudo fue descrito por René Primevère Lesson en 1831. Su nombre científico procede de los términos griegos phalakros/φαλακρος "calvo" y korax/κοραξ "cuervo", y del latín auritus "orejudo", referido a sus crestas.

## Subespecies
Se conocen cuatro subespecies de Phalacrocorax auritus:
- Phalacrocorax auritus albociliatus - SW Columbia Británica a Golfo de California
- Phalacrocorax auritus auritus - Golfo de San Lorenzo al Cabo Cod y localmente oeste de Utah
- Phalacrocorax auritus cincinatus - islas Aleutianas, Golfo de Alaska hasta la península de Yakutat
- Phalacrocorax auritus floridanus - costas de Carolina del Norte a Florida, Bahamas y Cuba

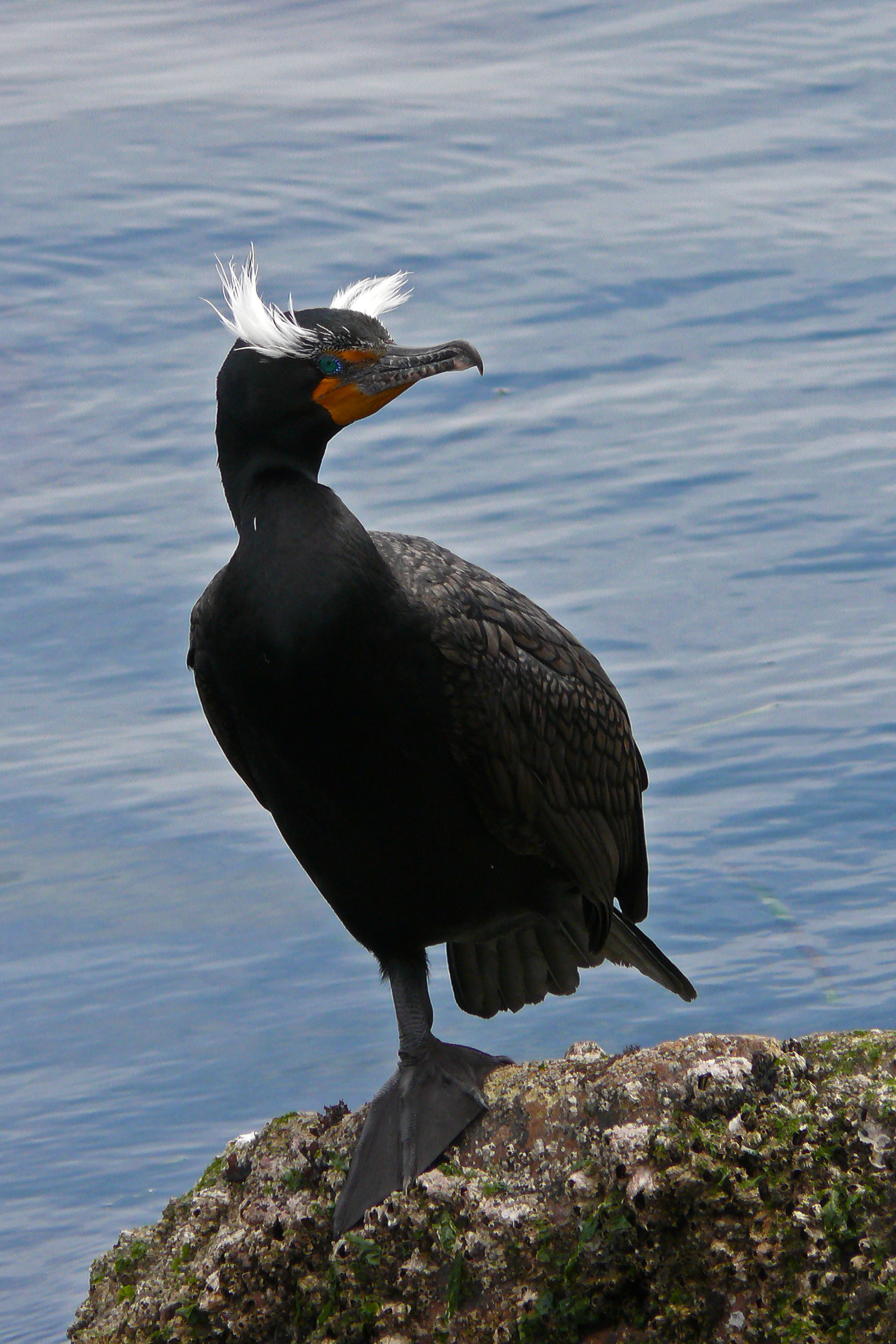
Cormorán orejudo durante la estación de cría mostrando su doble cresta.

## Descripción
El cormorán orejudo es un gran pájaro negro que alcanza hasta 91 cm de largo con una envergadura de 132 cm. Tiene una cola larga y una garganta amarilla. Su plumaje es negro con reflejos verdosos. La doble cresta blanca por la que recibe el nombre de "orejudo" solo aparece brevemente durante la estación de cría en los pájaros occidentales; es menos frecuente en los pájaros orientales. Los jóvenes son pardos con cabeza, cuello y pecho blancos.

## Distribución y hábitat
Una especie muy extendida, inverna en cualquier lugar libre de hielo en la costa, llegando por el norte hasta el sur de Alaska en la costa oeste americana y al sur de Nueva Inglaterra en la costa este. Por el sur llega hasta México y las Bahamas. En ocasiones excepcionales ha cruzado el Atlántico, siendo avistado en Gran Bretaña, Irlanda y las Azores.

## Conducta

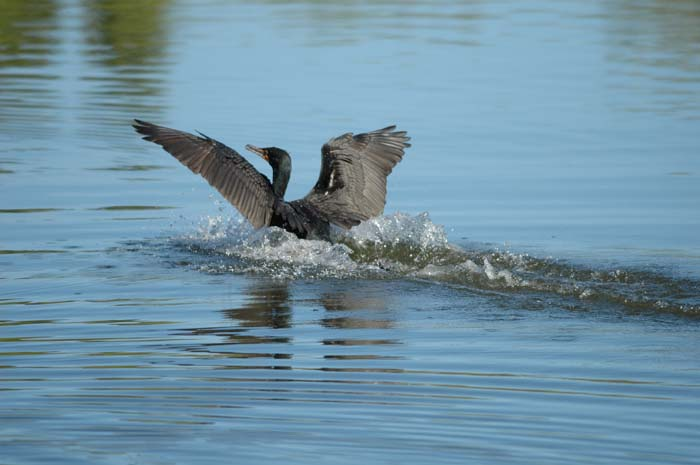
Cormorán orejudo pescando.

Los cormoranes orejudos suelen nadar en la superficie del agua, dejando solo visibles su cabeza y cuello, pero bucean para alimentarse. Utilizan sus pies palmeados para propulsarse y son capaces de llegar hasta lo 7,5 m durante 30-70 segundos. Para secarse a menudo pasan mucho tiempo con las alas extendidas, ya que no son por completo impermeables. Suele volar a ras de la superficie.

### Dieta
Se alimenta en el mar, lagos de agua dulce y ríos. Como todos los cormoranes bucea para atrapar a sus presas. Se alimenta principalmente de peces, pero en ocasiones también de anfibios y crustáceos. Las presas más pequeñas son engullidas enteras, mientras que las más grandes son arrastradas hasta la superficie antes de ser devoradas.
Los cormoranes regurgitan egagrópilas con los restos semidigeridos de sus comidas como espinas y raspas. Estos restos son utilizados para analizar su dieta.

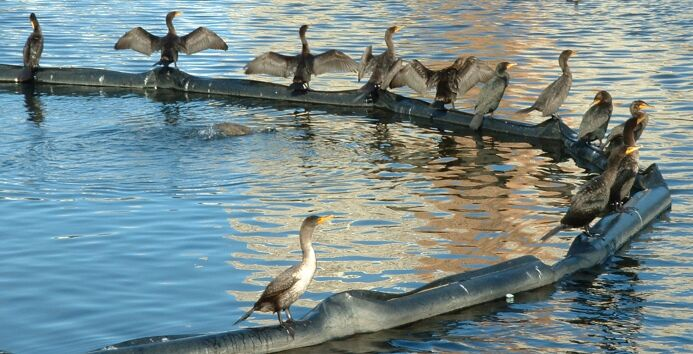
Jóvenes cormoranes orejudos en California.

### Reproducción
El apareamiento se produce en su hábitat habitual. Construyen nidos en árboles, acantilados o incluso en el suelo en lugares aislados y apropiados. Son pájaros gregarios y suelen formar colonias de cría, a menudo junto a otros pájaros acuáticos y para llamarse utilizando un profundo graznido gutural.

## Recuperación
El número de cormoranes orejudos descendió alarmantemente en la década de 1960 debido a los efectos del DDT. De vez en cuando sus colonias también han sido afectadas por la acción humana ya que se cree que son una amenaza para la pesca.
En época reciente la población de cormoranes orejudos se ha incrementado. Se cree que se debe al descenso de contaminantes, debido al uso decreciente del DDT.
En 1894 Thomas McIlwraith escribió en su libro Aves de Ontario sobre el cormorán orejudo: "Cuando los jóvenes han crecido lo suficiente se reúnen en inmensas bandadas en parajes aislados, donde permanecen hasta que el agua se congela y entonces comienzan la migración y no regresan hasta la primavera." Linda Wires y Francesca J. Cuthbert afirman que parece que los cormoranes eran mucho más comunes en Norteamérica que en la actualidad, pero que su número comenzó a decrecer en el siglo XIX hasta llegar al presente.
Las poblaciones que habitan en los Grandes Lagos parecen haberse beneficiado de la introducción de nuevas especies piscícolas. Los científicos no están de acuerdo de la influencia de la depredación de los cormoranes, pero parece que son especialmente determinantes en algunas localizaciones.
Por esta razón y debido a la petición de varias organizaciones de pescas el gobierno de los Estados Unidos ha extendido recientemente varias medidas de control para la reproducción y evitar la expansión excesiva de la especie.